# Anton Ferré i Fons
Antón Ferré i Fons (Alcover, 30 d'agost de 1960) és un polític català, alcalde d'Alcover i diputat al Congrés dels Diputats en la IX legislatura.
És llicenciat en dret i funcionari de l'Agència Estatal de l'Administració Tributària (AEAT). A les eleccions municipals espanyoles de 1999 fou escollit alcalde de l'Ajuntament d'Alcover per Alcoverencs pel Canvi - Progres Municipal (ApC-PM), càrrec que va mantenir fins a les eleccions municipals espanyoles de 2015.
Fou elegit diputat del PSC-PSOE per la província de Tarragona a les eleccions generals espanyoles de 2008. De 2008 a 2011 ha estat secretari primer de la Comissió Mixta control parlamentari de la Corporació RTVE i les seves societats.